# Platystethus nitens
Platystethus nitens är en skalbaggsart som först beskrevs av Sahlberg 1832.  Platystethus nitens ingår i släktet Platystethus, och familjen kortvingar. Arten är reproducerande i Sverige.